# Saint-Gervais (Vendée)
Saint-Gervais és un municipi francès situat al departament de Vendée i a la regió de País del Loira. L'any 2007 tenia 2.124 habitants.

## Demografia

### Població
El 2007 la població de fet de Saint-Gervais era de 2.124 persones. Hi havia 880 famílies de les quals 204 eren unipersonals (80 homes vivint sols i 124 dones vivint soles), 344 parelles sense fills, 284 parelles amb fills i 48 famílies monoparentals amb fills.
La població ha evolucionat segons el següent gràfic:
Habitants censats

### Habitatges
El 2007 hi havia 1.115 habitatges, 883 eren l'habitatge principal de la família, 158 eren segones residències i 74 estaven desocupats. 1.104 eren cases i 3 eren apartaments. Dels 883 habitatges principals, 717 estaven ocupats pels seus propietaris, 155 estaven llogats i ocupats pels llogaters i 11 estaven cedits a títol gratuït; 9 tenien una cambra, 41 en tenien dues, 207 en tenien tres, 308 en tenien quatre i 318 en tenien cinc o més. 766 habitatges disposaven pel capbaix d'una plaça de pàrquing. A 403 habitatges hi havia un automòbil i a 426 n'hi havia dos o més.

### Piràmide de població
La piràmide de població per edats i sexe el 2009 era:
| Homes | Edats   | Dones |
| ----- | ------- | ----- |
| 0     | 95 o +  | 0     |
| 0     | 90 a 94 | 8     |
| 20    | 85 a 89 | 24    |
| 8     | 80 a 84 | 12    |
| 32    | 75 a 79 | 40    |
| 60    | 70 a 74 | 40    |
| 60    | 65 a 69 | 52    |
| 64    | 60 a 64 | 76    |
| 40    | 55 a 59 | 56    |
| 88    | 50 a 54 | 76    |
| 56    | 45 a 49 | 56    |
| 48    | 40 a 44 | 56    |
| 48    | 35 a 39 | 28    |
| 52    | 30 a 34 | 48    |
| 76    | 25 a 29 | 32    |
| 64    | 20 a 24 | 20    |
| 44    | 15 a 19 | 52    |
| 28    | 10 a 14 | 44    |
| 32    | 5 a 9   | 32    |
| 32    | 0 a 4   | 32    |

## Economia
El 2007 la població en edat de treballar era de 1.303 persones, 964 eren actives i 339 eren inactives. De les 964 persones actives 888 estaven ocupades (493 homes i 395 dones) i 76 estaven aturades (24 homes i 52 dones). De les 339 persones inactives 163 estaven jubilades, 79 estaven estudiant i 97 estaven classificades com a «altres inactius».

### Ingressos
El 2009 a Saint-Gervais hi havia 935 unitats fiscals que integraven 2.286,5 persones, la mediana anual d'ingressos fiscals per persona era de 16.303 €.

### Activitats econòmiques
Dels 81 establiments que hi havia el 2007, 1 era d'una empresa extractiva, 3 d'empreses alimentàries, 4 d'empreses de fabricació d'altres productes industrials, 22 d'empreses de construcció, 9 d'empreses de comerç i reparació d'automòbils, 3 d'empreses de transport, 9 d'empreses d'hostatgeria i restauració, 1 d'una empresa financera, 8 d'empreses immobiliàries, 5 d'empreses de serveis, 10 d'entitats de l'administració pública i 6 d'empreses classificades com a «altres activitats de serveis».
Dels 30 establiments de servei als particulars que hi havia el 2009, 1 era una oficina de correu, 2 tallers de reparació d'automòbils i de material agrícola, 1 autoescola, 4 paletes, 7 guixaires pintors, 4 fusteries, 2 lampisteries, 1 electricista, 2 empreses de construcció, 2 perruqueries, 2 restaurants, 1 agència immobiliària i 1 saló de bellesa.
Dels 3 establiments comercials que hi havia el 2009, 1 era una fleca, 1 una carnisseria i 1 una botiga de roba.
L'any 2000 a Saint-Gervais hi havia 49 explotacions agrícoles que ocupaven un total de 1.254 hectàrees.

## Equipaments sanitaris i escolars
L'únic equipament sanitari que hi havia el 2009 era una farmàcia.
El 2009 hi havia 2 escoles elementals.

## Poblacions més properes
El següent diagrama mostra les poblacions més properes.